# 阿不都米吉提·买买提克里木
阿不都米吉提·买买提克里木（維吾爾語：ئابۇدۇمىجىت مۇھامماتكەلىم‎，拉丁维文：Abudumijit Muhammatkelim，1967年—），又名孜比布拉，中国新疆喀什地区疏附县人，东突恐怖分子。

## 簡歷
参与组建东突厥斯坦伊斯兰运动。1996年制造温宿县二·十案件，枪杀三人，潜逃出境；同年越境组织恐怖分子制造卡吾力·托卡遇刺案、阿荣汗·阿吉遇刺案。2003年12月被中国公安部和国际刑警组织通缉。